# Raubritter

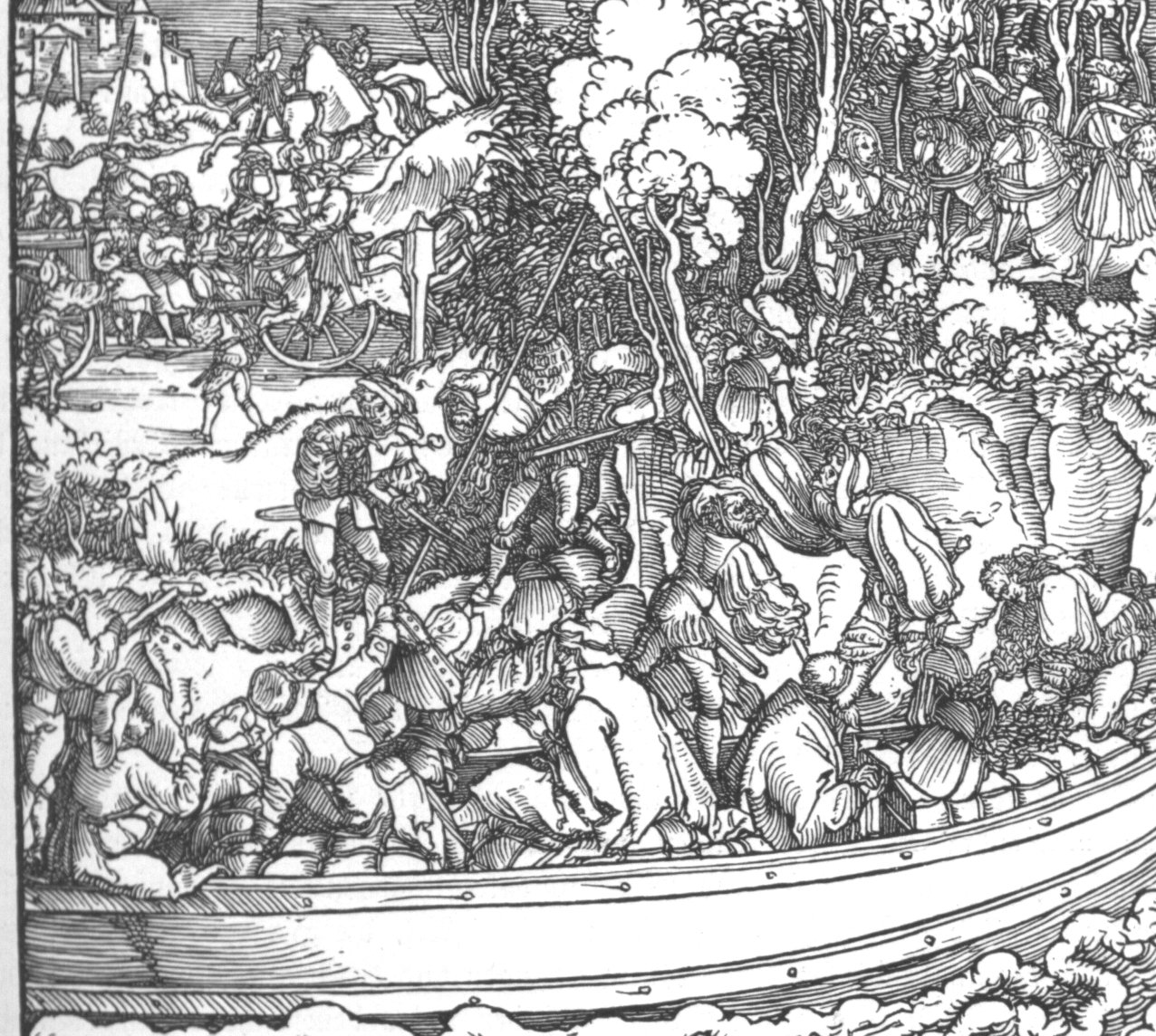
Xilografia dal De remediis utriusque fortunae di Petrarca, tradotto da Sebastian Brant. Un generico assalto di briganti a una nave si trasforma in un'imboscata di Raubritter nella vulgata storiografica di un'opera ottocentesca

Raubritter (lett. cavalieri predoni) è un'espressione coniata in tempi moderni, il cui utilizzo fa riferimento a una presunta categoria di esponenti della classe cavalleresca medievale (Ritter) che nel Basso Medioevo germanico si sarebbero ridotti alla pratica abituale del banditismo, di rapine di strada, faide e saccheggi, quale conseguenza della marginalizzazione del loro ruolo in un'epoca di notevoli trasformazioni sociali ed economiche e di grandi progressi intervenuti nella tecnica militare medievale.
Dal punto di vista linguistico, il termine ha fatto la sua comparsa almeno dal tardo Seicento, ma solo dalla fine del Settecento sembra aver conosciuto un'ampia diffusione, preludio alla definitiva affermazione presso la storiografia tedesca dell'Ottocento che ne definì i contorni e ne adottò il paradigma.
Nonostante il notevole successo goduto in passato dalla figura del "barone brigante", la moderna storiografia ne ha sostanzialmente messo in discussione il valore paradigmatico, derubricando la figura del Raubritter al rango di errore storiografico, risultato dell'applicazione acritica e anacronistica, al mondo medievale, di schemi giuridici e concettuali moderni: rigettato dagli storici, il concetto di Raubritter, per di più ideologicamente connotato, è ritenuto destituito di ogni fondamento storico ed è pertanto del tutto inutile ai fini di una comprensione scientifica del Medioevo. 

## Origine del termine

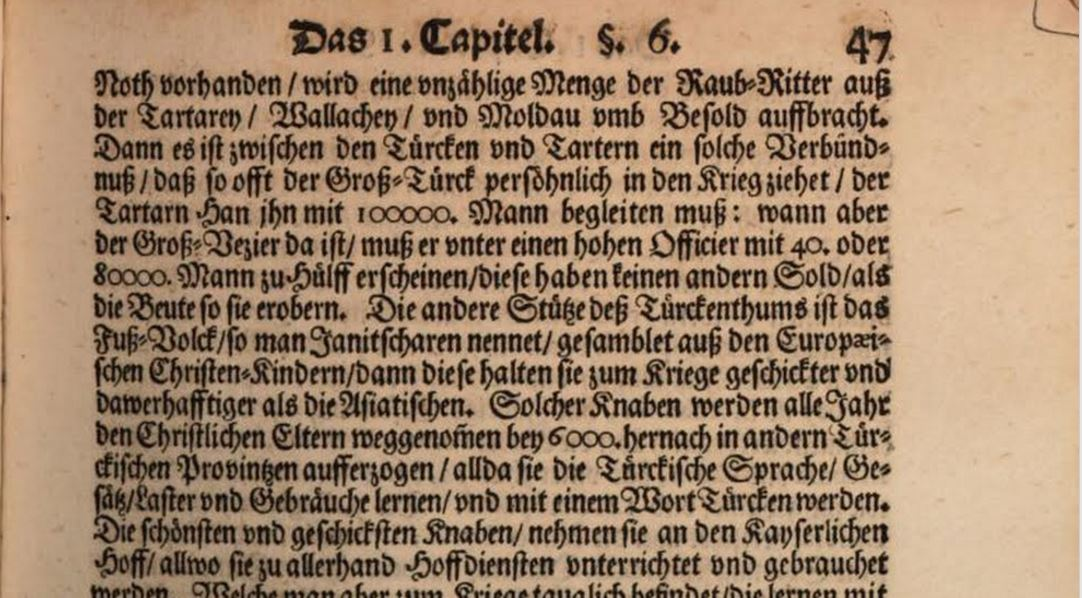
Sulla prima riga, la più antica occorrenza del termine (nella forma Raub-Ritter) nel 1672.

L'apparizione di questa espressione è attestata sicuramente nel 1672, nella Abominatio desolationis Turcicae, opera del teologo cattolico praghese Christian August Pfalz (1629-1702). Il suo ritorno in voga sembra essere avvenuto nella seconda metà del Settecento, nel filone della letteratura cavalleresca.

### Letteratura cavalleresca
Nel 1781 appare in una traduzione in tedesco de La Historia de la vida del Buscón llamado Don Pablos, il celebre romanzo picaresco di Francisco de Quevedo.
Nel 1799 compare nel titolo di un libro Der Raubritter mit dem Stahlarme, oder der Sternenkranz. Eine Geistergeschichte (Il barone ladro con le braccia d'acciaio, ovvero La corona di stelle. Una storia di fantasmi, un volume che sembra perduto ma il cui titolo, già apparso nell'annuncio pubblicato sulla Wiener Zeitung il 29 settembre dell'anno prima, è attestato da registrazioni in cataloghi librari.

### Affermazione nella letteratura storiografica ottocentesca

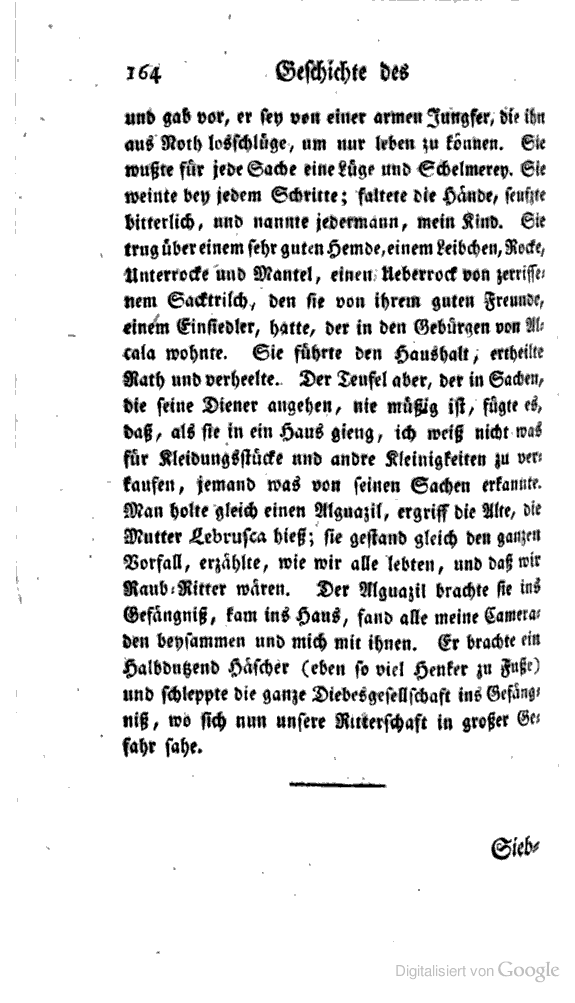
Uso settecentesco del termine in una traduzione tedesca del Buscòn di Francisco de Quevedo

L'uso del termine si afferma in Germania, a opera della storiografia ottocentesca di stampo liberale. Friedrich Christoph Schlosser, nel settimo volume della sua Weltgeschichte für das deutsche Volk, indica in Friedrich Gottschalck il primo studioso a farne uso in un lavoro storiografico del 1810 In quello stesso volume, Schlosser riprende il termine per indicare i cavalieri in conflitto che, riuniti in masnade, avrebbero imperversato sulle principali strade di comunicazione delle Turingia per depredarne le città. 
L'origine di tale fenomeno, secondo gli storici, sarebbe stata da ricercare nella temperie di profonde rivolgimenti che interessavano le strutture sociali, militari ed economiche del medioevo: la sempre maggiore affermazione di un'economia di mercato rispetto all'economia del baratto, e l'avanzare di progressi tecnici nell'arte militare che avrebbero esautorato la cavalleria medievale, sminuendone l'utilità fino al punto da metterne a repentaglio la stessa funzione sociale e militare. Proprio per sottrarsi a questo destino di precarietà e marginalizzazione, si sarebbero dedicati a saccheggi di città, a faide e all'assalto di trasporti mercantili.

## Fortuna storiografica e declino del termine

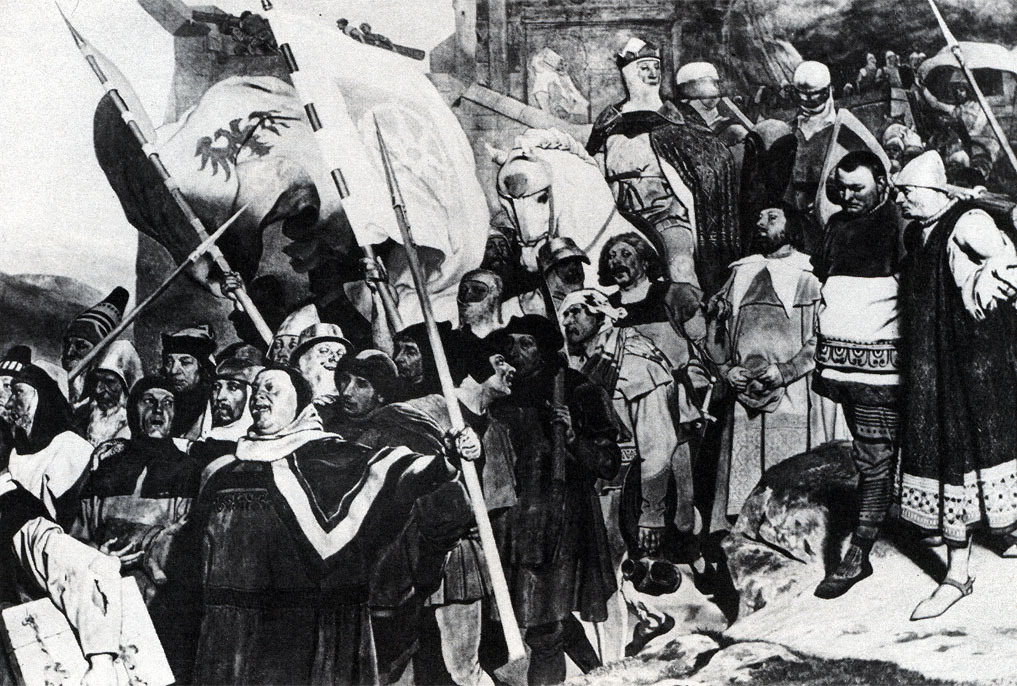
L'imperatore Rodolfo d'Asburgo combatte i Raubritter nei dintorni di Erfurt, in Turingia, in un'illustrazione del 1882

La ripresa fattane da Schlosser segnò la prepotente affermazione del termine e la fortuna, non solo nella storiografia, ma anche nell'immaginario popolare, del relativo fenomeno: il favore riscosso dalla storiografia successiva è perdurato fino agli anni trenta del XX secolo, quando il fenomeno fu oggetto di una profonda revisione critica. 
Nel 1939, infatti, Otto Brunner pubblicava il suo monumentale capolavoro, Land und Herrschaft. Grundfragen der territorialen Verfassungsgeschichte Österreichs im Mittelalter, in cui l'analisi del tardo medioevo nei territori della Bassa Austria sottendeva un tentativo di innovazione metodologica ben più ambizioso e di ampio respiro: Brunner rigettava come forzature interpretative i tentativi di applicazione acritica, a quella che chiamava la Vecchia Europa, di schemi politico-costituzionali la cui genesi apparteneva a un'epoca moderna di molto successiva, che aveva conosciuto la cesura segnata dalla Rivoluzione francese e dalla Rivoluzione industriale.
In particolare, l'analisi di Otto Brunner imponeva di mettere da parte strumenti concettuali moderni, come la netta separazione tra diritto pubblico e diritto privato, il monopolio della forza da parte del Potere, la contrapposizione tra violenza privata e diritto, mentre apparivano sotto una diversa luce istituti giuridici allora diffusi, come la faida e il Gewere, perdutisi per desuetudine con l'evoluzione giuridica successiva.
L'originale tedesco ha dato luogo un'espressione nella lingua inglese, Robber baron, coniata nell'epoca della Grande depressione per designare una categoria sociologica di spregiudicati imprenditori e banchieri che ammassavano grandi quantità di denaro, costruendosi delle enormi fortune personali, di norma attraverso la concorrenza sleale. Il termine è rimasto nell'uso per riferirsi a categorie di operatori economici che mettono in atto metodi imprenditoriali aggressivi e non trasparenti.